# Antigius attilia
Antigius attilia är en fjärilsart som beskrevs av Bremer 1861. Antigius attilia ingår i släktet Antigius och familjen juvelvingar. Inga underarter finns listade i Catalogue of Life.

## Bildgalleri

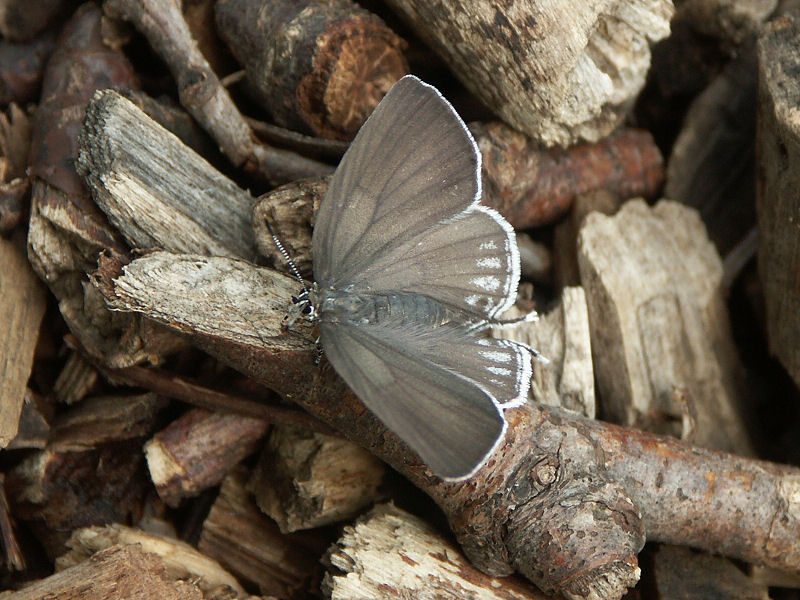
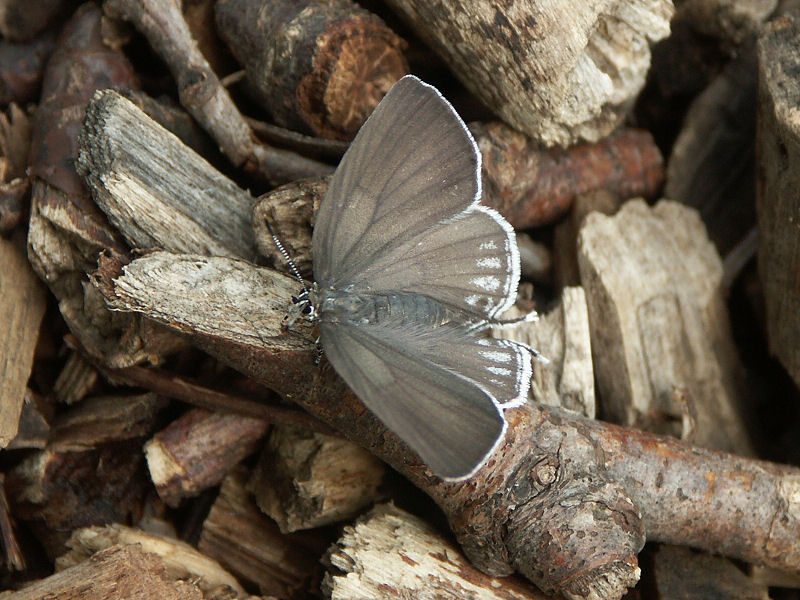